# Montchevrel
Montchevrel (mɔ̃.ʃə.vʁɛlⓘ) es una población y comuna francesa, situada en la región de Baja Normandía, departamento de Orne, en el distrito de Alençon y cantón de Courtomer.

## Demografía
| 278 | 233 | 204 | 181 | 193 | 207 |
| Para los censos de 1962 a 1999 la población legal corresponde a la población sin duplicidades (Fuente: INSEE [Consultar]) |     |     |     |     |     |